# Łagów (Krosno Odrzańskie)
Pour les articles homonymes, voir Łagów.
Łagów (prononciation : [ˈwaɡuf]) est un village polonais de la gmina de Dąbie dans le powiat de Krosno Odrzańskie de la voïvodie de Lubusz dans l'ouest de la Pologne.
Il se situe à environ 9 km au sud-est de Dąbie (siège de la gmina), 13 km au sud-est de Krosno Odrzańskie (siège du powiat) et 18 km à l'ouest de Zielona Góra (siège de la diétine régionale).

## Histoire
Avant 1945, ce village était sur le territoire de l'Empire allemand dans le Royaume de Prusse dans la province de Brandebourg. (voir Évolution territoriale de la Pologne)
De 1975 à 1998, le village appartenait administrativement à la voïvodie de Zielona Góra.

Depuis 1999, il appartient administrativement à la voïvodie de Lubusz